# Vörös Eszter
Vörös Eszter (Kápolnásnyék, 1947. március 11. –) magyar színésznő, színészpedagógus.

## Pályafutása
1973-ban végezte el a Színház- és Filmművészeti Főiskolát. 1967-től 1969-ig a Veszprémi Petőfi Színház művésze volt. 1973-tól a Pécsi Nemzeti Színházhoz szerződött. 1974 és 1983 között a Nemzeti Színház tagja. 1981-től Franciaországban telepedett le. 1983-tól a Nemzeti Drámai Művészeti Konzervatórium (Conservatoire national supérieur d’art dramatique),  majd a Sorbonne Színház- és filmtudományi szakának hallgatója.
Munkahelyei
1983 -
Párizs, Théâtre de l’Odéon, Théâtre de Stain, Théâtre de la Poésie, Théâtre da La Citée Universitaire, La Rochelle Théâtre de L’Utopie; Strasbourg, Avignon stb.
1990 Magyar és francia kulturális kapcsolatok, találkozások szervezése (Jean Pierre Miquel, a párizsi Színművészeti Főiskola és a Théâtre de La Comédie-Française igazgatója, valamint Göncz Árpád Köztársasági Elnök, Székely Gábor, Huszti Péter, Illés György és Sík Ferenc között)
1997 és 2000 között a színészmesterség tanár (Párizs, Budapest – Nemzeti Színiakadémia).
1999 - 2000 Budapest, Merlin Színház (Fernando Pessoa, előadás és francia nyelvű irodalmi est, kapcsolatteremtés a Merlin Színház és a Théâtre de l’Utopie, La Rochelle között)
2000 - 2003 Színészmesterség tanár - Zeneakadémia, Nemzeti Színiakadémia
2004 Brecht: Kurázsi mama és gyerekei - Anna Fierling (Kecskeméti Katona József Színház)
Magyar, francia, spanyol, katalán nyelvű filmekben szerepelt.

## Színpadi szerepei
- Petőfi Sándor: A helység kalapácsa....Kisbíróné Pécsi Nemzeti Színház, 1973)
- William Shakespeare: Tévedések vígjátéka....Luciana, Adriana húga (Pécsi Nemzeti Színház, 1973)
- Garai Gábor: A lebegő atlasz....Klári, Ágoston lánya (Pécsi Nemzeti Színház, 1973)
- Csák Gyula: Terézia....Bori (Pécsi Nemzeti Színház, 1974)
- Makszim Gorkij: Kispolgárok....Cvetájeva, tanítónő (Pécsi Nemzeti Színház, 1974)
- Makszim Gorkij: Jegor Bulicsov és a többiek....Jelizaveta, Dosztyigajev felesége (Nemzeti Színház, 1974)
- Palotai Boris: Szigorú szerelmesek....Zsófi (Nemzeti Színház, 1974)
- Katona József: Bánk bán....Melinda (Nemzeti Színház, 1975)
- Heiner Müller: Elérkezett az idő....Polja Mehova (Nemzeti Színház, 1975)
- Vörösmarty Mihály: Csongor és Tünde....Ilma (Nemzeti Színház, 1976)
- Lucius Annaeus Seneca: Oedipus rex....Manto (Nemzeti Színház, 1976)
- Nagy István: Özönvíz előtt....Sári, széki cselédlány (Nemzeti Színház, 1976)
- Csák Gyula: Együtt egyedül....Zsuzsi (Nemzeti Színház, 1977)
- Georg Büchner: Danton halála....Rosalie (Nemzeti Színház, 1978)
- Weöres Sándor: Szent György és a sárkány....Barbara (Nemzeti Színház, 1979)
- Illyés Gyula: Dániel az övéi közt, avagy A mi erős várunk....Rebeka (Nemzeti Színház, 1979)
- Sőtér István: Júdás....Magdolna (Veszprémi Petőfi Színház, 1985)
- William Shakespeare: Lear király....Cordelia
- Denis Diderot: Az apáca ....apácafőnöknő (Párizs)
- Bertolt Brecht: Kurázsi mama és gyermekei....Anna Fierling (Kecskeméti Katona József Színház, 2004)

## Filmjei
- Törvénytelen (1994) – Babett
- Latcho Drom (1993) – Szőke hölgy a vasútállomáson
- Lomtalanítás (1982) – Eszter
- Horváték (1981) – Patakiné
- Halál a pénztárban (1981) – Fillár Andrea
- Szeplős Veronika (1980) – Veronika
- Gazdag szegények[2] (1980) – Ritka Panna
- Nem élhetek muzsikaszó nélkül (1978) – Birike, Béni felesége
- Ereszd el a szakállamat! (1975)
- Ida regénye  (1974) – Nóra
- Szörnyeteg (1974) – Kerényi Márta
- Hét tonna dollár  (1973) – Margit / Klári
- Kakuk Marci (1973) – cigánylány
- Szerelmespár (1972) –
- Végre, hétfő![3] (1971) – Ági

## Fordításai
- Jasmina Reza: Beszélgetések temetés után
- Sütő András: Advent a Hargitán (Strasbourg, Költészet Háza)
- Jacques Rampal: Célimène és a kardinális
- Copie: Az álmodozó egy napja
- Carlo Gozzi: A zöld madár
- Marivaux: A vita, A legyőzött előítélet, A szerelemtől kifinomult Arlequin